# Juan Alfonso Enríquez de Cabrera y Colonna
Juan Alfonso Enríquez de Cabrera est un dignitaire espagnol né en 3 mars 1594 et mort le 6 février 1647.
Il est le fils de Luis Enríquez de Cabrera et Mendoza (es) et de Vittoria, issue de la famille Colonna. Il épouse en 1612 Luisa de Sandoval Padilla, décédée en 1664, fille de Cristóbal de Sandoval, duc d'Uceda (1577 - marié en 1597 - 1623), fils aîné du 1er duc de Lerma, Premier ministre et favori du roi Phillipe III, duc de Cea et marquis de Denia. il a deux enfants, une fille et son fils héritier Juan Gaspar Enríquez de Cabrera et Sandoval (es).
Membre de la prestigieuse lignée Enríquez, il hérite de plusieurs titre de noblesse à la mort de son père en 1600 : 9e amiral de Castille, 5e Duc de  Medina de Rioseco (es)et 8e comte de Melgar. Il fait partie de la cour du roi Philippe IV lequel accorde en 1632 le titre de « cité » à sa ville de Medina de Rioseco,.
En 1638, il lève le siège de Fuenterrabía en battant une armée française supérieure sous les ordres d'Henri II de Bourbon-Condé. Il est récompensé par Philippe IV et devient vice-roi de Sicile (1641-1644), vice-roi de Naples (6 mai 1644-1646), membre du Conseil de guerre espagnol, membre du Conseil royal et Majordome du roi d'espagne (en),.